# Вільялонга
Вільялонга, Вілальйонга (ісп. Villalonga (офіційна назва), валенс. Vilallonga) — муніципалітет в Іспанії, у складі автономної спільноти Валенсія, у провінції Валенсія. Населення — 4331 особа (2010).

## Географія
Муніципалітет розташований на відстані близько 340 км на південний схід від Мадрида, 65 км на південь від Валенсії.

## Демографія
Динаміка населення (INE ):

## Галерея зображень

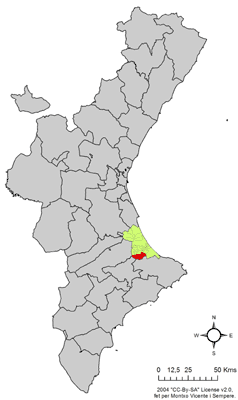
Розташування муніципалітету Вільялонга у автономній спільноті Валенсія
- Розташування муніципалітету Вільялонга у комарці Сафор